# Paul Duchesnay
Paul Duchesnay (ur. 31 lipca 1961 w Longeville-lès-Metz) – kanadyjsko-francuski łyżwiarz figurowy, startujący w parach tanecznych z siostrą Isabelle Duchesnay. Wicemistrz olimpijski z Albertville 1992, mistrz świata (1991), medalista mistrzostw Europy oraz czterokrotny mistrz Francji (1986, 1987, 1990, 1991). Zakończył karierę amatorską w 1992 roku, zaś profesjonalną w 1996 roku.

## Biografia

### Kariera amatorska

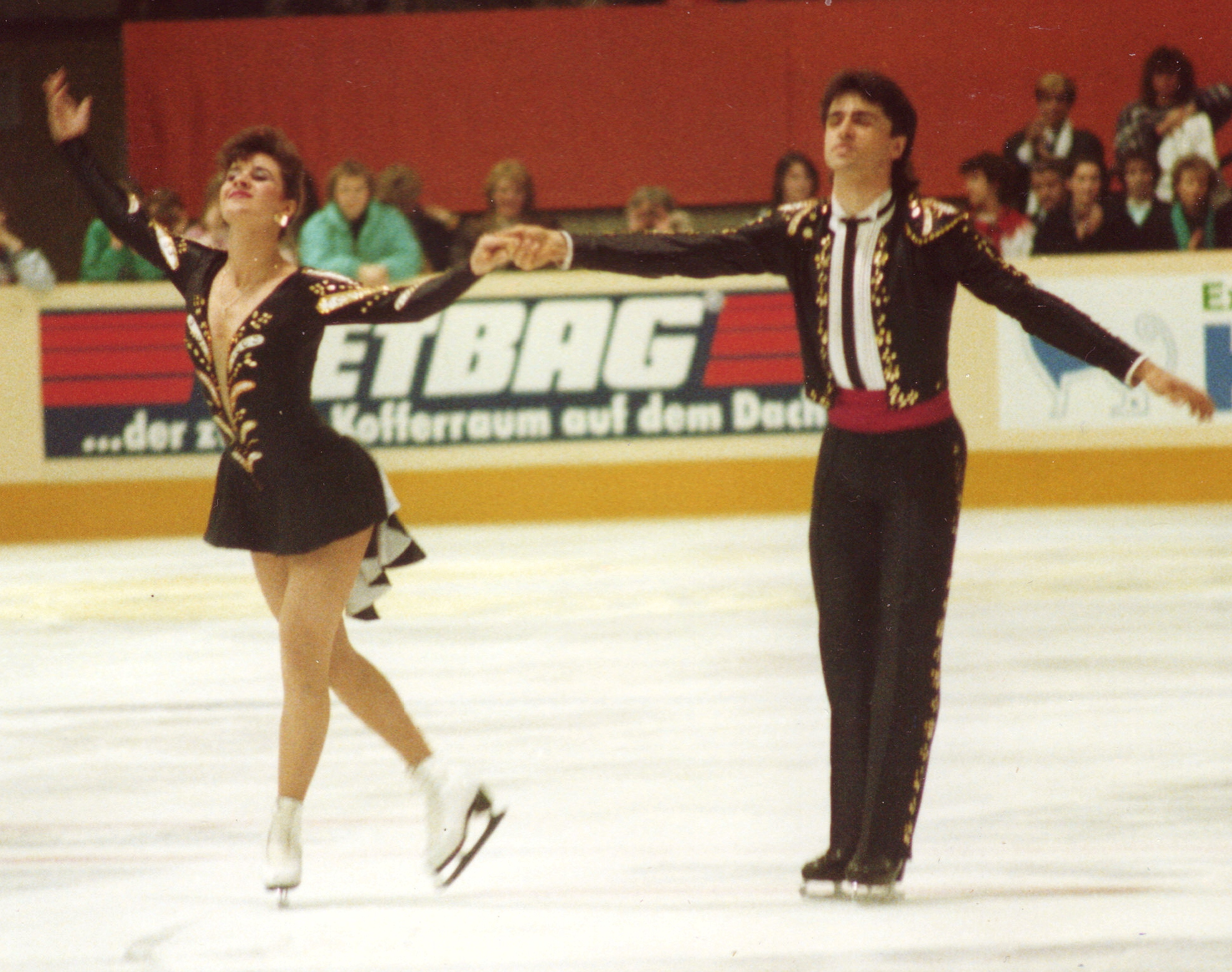
Rodzeństwo Duchesnay podczas gali pokazowej (1989)

Rodzeństwo Duchesnay rozpoczynało swoją karierę od konkurencji par sportowych i reprezentowania Kanady. Jednak później z powodu poważnego wypadku Isabelle podczas którego mocno uderzyła się w głowę, zdecydowali się na zmianę konkurencji na pary taneczne.
Podjęli współpracę z mistrzem olimpijskim 1984 z Sarajewa Christopherem Deanem, a ich styl jazdy stał się bardziej unikalny przez co wywoływał skrajne emocje. Kanadyjska federacja Skate Canada oficjalnie skrytykowała ich styl, przez co rodzeństwo Duchesnay zdecydowało na opuszczenie Kanady i reprezentowanie ojczyzny ich matki, czyli Francji od 1985 roku. Wystąpili na Zimowych Igrzyskach Olimpijskich 1988 w Calgary, gdzie zajęli 8. miejsce, głównie za sprawą niezbyt przychylnego przyjęcia przez sędziów ich tańca dowolnego inspirowanego dżunglą i wykonanego jedynie do dźwięków bębnów. Nie zraziło to pary Duchesnay do dalszego prezentowania innowacyjnego stylu, a w kolejnych trzech latach zdobyli kolejno brązowy, srebrny i złoty medal mistrzostw świata.
W czasie ich kariery ich głównymi rywalami była radziecka para Marina Klimowa / Siergiej Ponomarienko z którymi przegrali złoty medal olimpijski na Zimowych Igrzyskach Olimpijskich 1992 w Albertville. Style obu par rywalizujących o złoto były bardzo odmienne. Klimowa / Ponomarienko zaprezentowali jeden z najbardziej romantycznych, a przez to ryzykownych tańców w historii olimpijskiej, za to rodzeństwo Duchesnay przygotowało z Deanem nieco bardziej zachowawcze programy w których jak przyznali później zabrakło bardziej ryzykownych i wywierających wrażenie elementów. W czasie konkursu olimpijskiego para radziecka otrzymała także rażąco niską, odbiegającą od oceny reszty sędziów notę od sędziego z Francji, co zostało uznane za próbę faworyzowania francuskiej pary tanecznej w ich rodzinnym kraju.

### Kariera profesjonalna
Rodzeństwo Duchesnay zakończyło karierę amatorską w 1992 roku, zaś występy profesjonalne w 1996 roku po wypadku Paula podczas jazdy na rolkach.

### Życie prywatne
Paul Duchesnay urodził się w Longeville-lès-Metz, w ojczyźnie matki – we Francji, przed przeprowadzką rodziny Duchesnay do Kanady, gdzie urodziła się jego siostra Isabelle. Oboje mieli podwójne obywatelstwo.

## Osiągnięcia
Z Isabelle Duchesnay
|                      | Kanada | Kanada | Kanada | Kanada | Francja | Francja | Francja | Francja | Francja | Francja | Francja |
| Zawody               | 81–82  | 82–83  | 83–84  | 84–85  | 85–86   | 86–87   | 87–88   | 88–89   | 89–90   | 90–91   | 91–92   |
| Międzynarodowe       |        |        |        |        |         |         |         |         |         |         |         |
| Igrzyska olimpijskie |        |        |        |        |         |         | 8       |         |         |         | 2       |
| Mistrzostwa świata   |        |        |        |        | 12      | 9       | 6       | 3       | 2       | 1       |         |
| Mistrzostwa Europy   |        |        |        |        | 8       | 5       | 3       |         | 3       | 2       |         |
| Skate America        |        |        |        |        |         | 1       |         |         |         |         |         |
| Nebelhorn Trophy     |        | 2      |        |        |         |         |         |         |         |         |         |
| Krajowe              |        |        |        |        |         |         |         |         |         |         |         |
| Mistrzostwa Francji  |        |        |        |        | 1       | 1       |         |         | 1       | 1       |         |
| Mistrzostwa Kanady   | 2 J    | 4      | 4      | 3      |         |         |         |         |         |         |         |